# گیوم لوریو
گیوم لوریو (انگلیسی: Guillaume Loriot؛ زادهٔ ۲۱ مهٔ ۱۹۸۶) بازیکن فوتبال اهل فرانسه است.
از باشگاه‌هایی که در آن بازی کرده‌است می‌توان به باشگاه فوتبال والنسین، باشگاه فوتبال لو مان، و باشگاه فوتبال کلرمون فوت اشاره کرد.